# Symposium on Computational Geometry
Pour les articles homonymes, voir Computational geometry (homonymie).
La conférence Annual Symposium on Computational Geometry (abrégé en SoCG) est une conférence scientifique annuelle dans le domaine de la géométrie algorithmique.

## Organisation
Les thèmes de la conférence couvre les aspects théoriques et pratiques de la géométrie algorithmique. C'est la conférence principale dans ce domaine.
Les contributions sont, comme d'usage dans ces conférences, évaluées par des pairs. En 2016, 161 contributions ont été proposées, parmi lesquelles 61 ont été retenues pour présentation et publication dans les actes ; la sélection a impliqué 249 rapporteurs extérieurs, chaque article a été examiné par au moins trois rapporteurs. Le taux d'acceptation de 38 % confirme le haut niveau de la conférence. Certains articles ont été proposés pour publication dans des numéros spéciaux de Discrete & Computational Geometry et Journal of Computational Geometry.
Comme il est d'usage, un certain nombre de conférenciers sont invités pour des communications plénières. En 2016, deux conférences invitées ont été délivrées. 
En plus des articles techniques, neuf présentations ont été données en réponse à un Call for Multimedia, dont les résumés sont inclus dans les actes. Un Best Paper Award et un Best Student Presentation Award sont décernés.
Toujours en 2016, il y a eu 210 participants, parmi lesquels 107 jeunes chercheurs. 
Un steering committee (comité de surveillance) nomme les présidents du comité des programmes et des vidéos, dirige la réunion annuelle professionnelle et sert de liaison avec d'autres organisations et conférences. Le comité est élu par la communauté ; depuis 2016, il est élu pour une durée de quatre ans, renouvelable par moitié tous les deux ans.
En 2014, le classement établi par Microsoft classe la conférence parmi les toutes premières et en 2010, Core lui attribue le rang A.

## Historique
SoCG a lieu annuellement depuis 1985. Depuis ses débuts, la conférence est sponsorisée presque chaque année par le SIGACT de l'Association for Computing Machinery et par le SIGGRAPH special interest group. Après quelques années de discussions, la communauté de géométrie algorithmique a décidé de quitter l’ACM et de prendre elle-même en charge l'organisation de la conférence. 
Les raisons qui ont conduit à cette décision étaient la difficulté d'organiser des événements en dehors des États-Unis  avec l'ACM et la nouvelle possibilité de bénéficier d'un système de publication en libre accès. Les communications acceptées, qui étaient publiées par l'ACM jusqu'en 2014 inclus, sont depuis 2015 publiées par le Leibniz-Zentrum für Informatik dans la collection Leibniz International Proceedings in Informatics (abrégée en LIPcs),.

## Article lié
- Liste des principales conférences d'informatique théorique.